# Municipio de Amenia
El municipio de Amenia (en inglés: Amenia Township) es un municipio ubicado en el condado de Cass en el estado estadounidense de Dakota del Norte. En el año 2010 tenía una población de 105 habitantes y una densidad poblacional de 1,17 personas por km².

## Geografía
El municipio de Amenia se encuentra ubicado en las coordenadas 47°1′35″N 97°16′15″O / 47.02639, -97.27083. Según la Oficina del Censo de los Estados Unidos, el municipio tiene una superficie total de 89.69 km², de la cual 89,67 km² corresponden a tierra firme y (0,02 %) 0,02 km² es agua.

## Demografía
Según el censo de 2010, había 105 personas residiendo en el municipio de Amenia. La densidad de población era de 1,17 hab./km². De los 105 habitantes, el municipio de Amenia estaba compuesto por el 98,1 % blancos, el 0,95 % eran asiáticos y el 0,95 % eran de una mezcla de razas. Del total de la población el 0 % eran hispanos o latinos de cualquier raza.